# Luciola flavicollis
Luciola flavicollis is een keversoort uit de familie glimwormen (Lampyridae). De wetenschappelijke naam van de soort is voor het eerst geldig gepubliceerd in 1872 door Macleay.